# Jean Baptiste Veyre
Jean Baptiste Veyre est un poète ouvrier en occitan aurillacois né le 4 mars 1798 à Aurillac et mort le 20 novembre 1876 à Saint-Simon (Cantal).

## Biographie
Jean Baptiste Veyre est né le 14 ventôse An VII (4 mars 1798) à Aurillac. Son père Guillaume Veyre était sabotier à Aurillac et sa mère Jeanne Martin, ménagère.
Jean Baptiste Veyre épouse Suzanne Catherine Lacoste.
Il est instituteur à Vic sur Cère et à Saint-Simon (Cantal).
Il meurt le 20 novembre 1876 à Saint-Simon à l'âge de 78 ans.
Il doit sa popularité en Auvergne et plus particulièrement dans le Cantal à un recueil de poésie patoise en occitan qui est paru en mai 1860, Les Piaoulats d’un reïpetit, édité par l'imprimerie de L. Bonnet-Picut à Aurillac.
Il y adresse des vers à Jasmin poète occitan né et mort à Agen, à Louis-Napoléon Bonaparte et à la Sainte Vierge.
Il est l'un des représentants des poètes populaires et ouvriers de la fin du XIXe siècle et l'expression et le témoignage d'une culture populaire en langue auvergnate, dialecte aurillacois occitan.
Arsène Vermenouze le considérait comme le premier félibre auvergnat : « il est notre précurseur à tous... et le créateur du Félibrige dans le Cantal. »

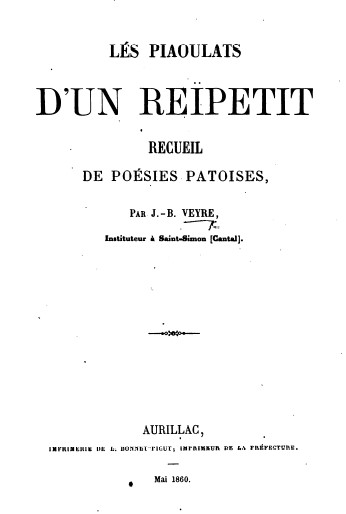
Couverture du recueil de poésie

## Hommages

### À Saint-Simon
À Saint Simon, plusieurs témoignages marquent toujours sa présence.
Une fontaine monument située place de la Pradelle, route du Puy Mary, élevée par souscription publique et inaugurée vers 1908, lui rend hommage.

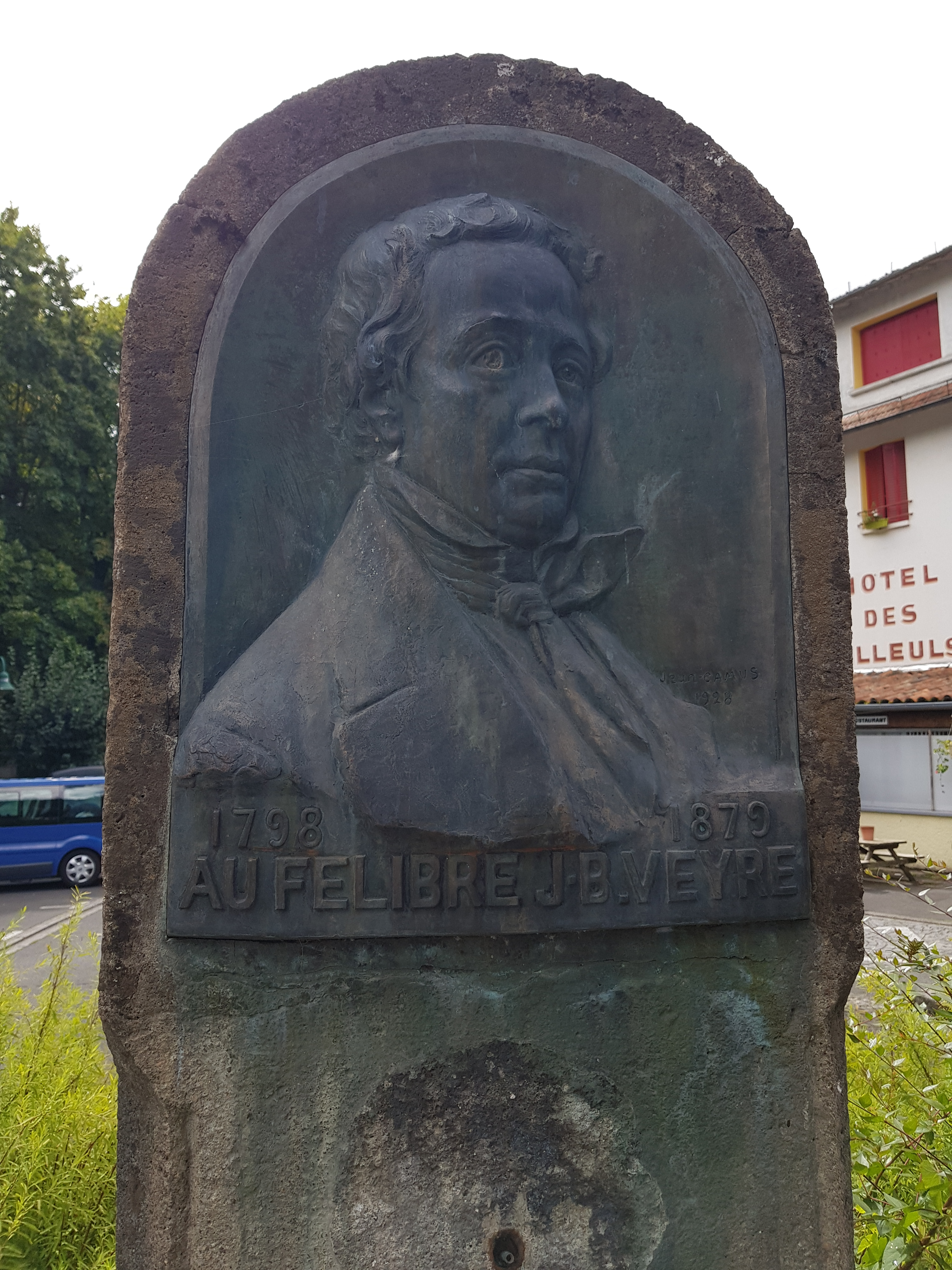
Fontaine JB Veyre à Saint-Simon, vue de face.
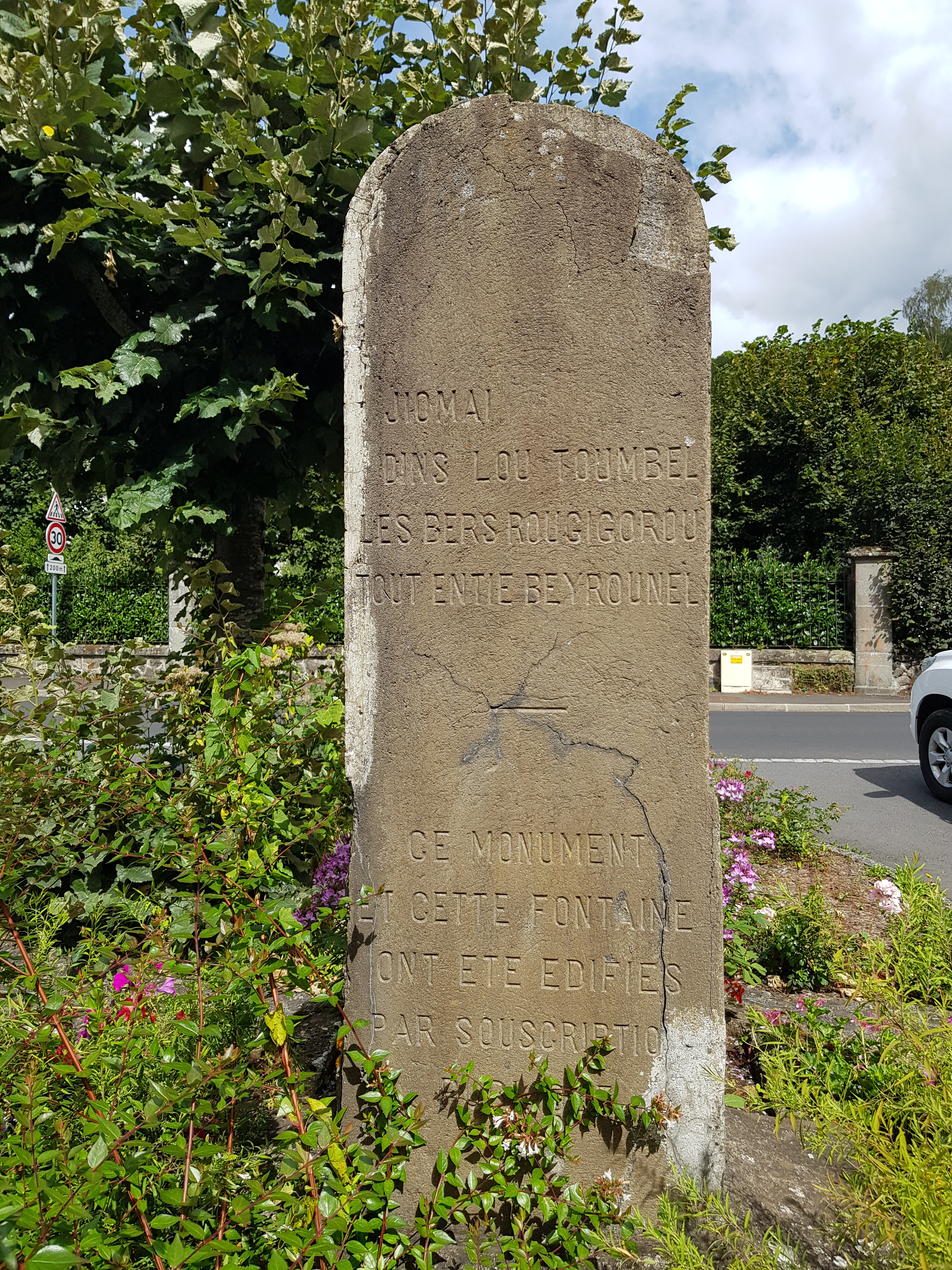
Fontaine JB Veyre à Saint-Simon, vue de dos.

Sur une maison située à la Pradelle, route du Puy Mary, un quatrain utilisé comme enseigne de café restaurant fin du XIXe siècle et début du XXe . Il fut composé par ses soins pour payer ses dettes de boisson dans cet établissement.

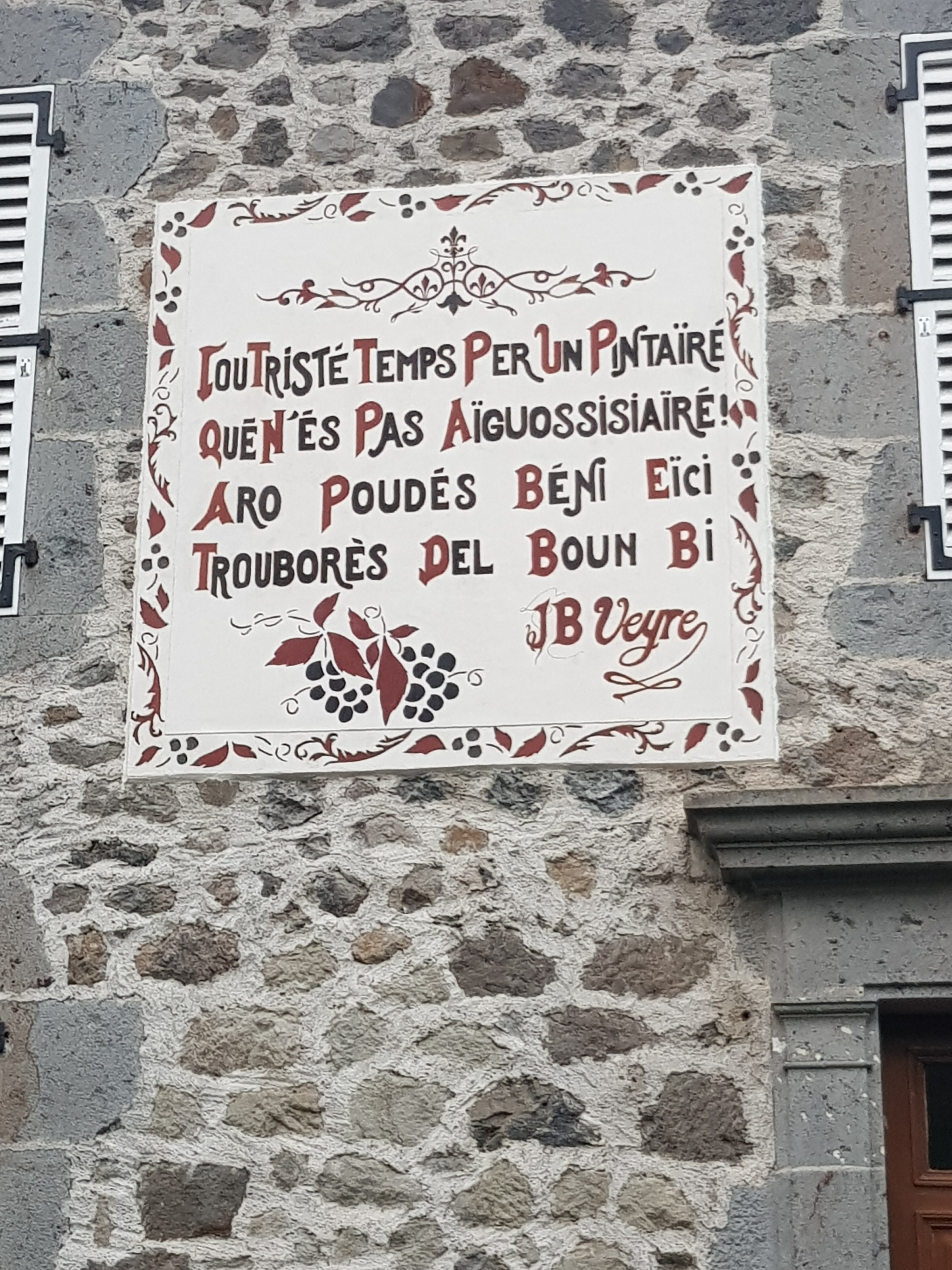
Quatrain composé par Jean Baptiste Veyre sur une maison de Saint-Simon.

Sa maison proche de la mairie de Saint Simon porte une plaque posée en 1922 qui lui rend hommage au nom de l'École Auvergnate .

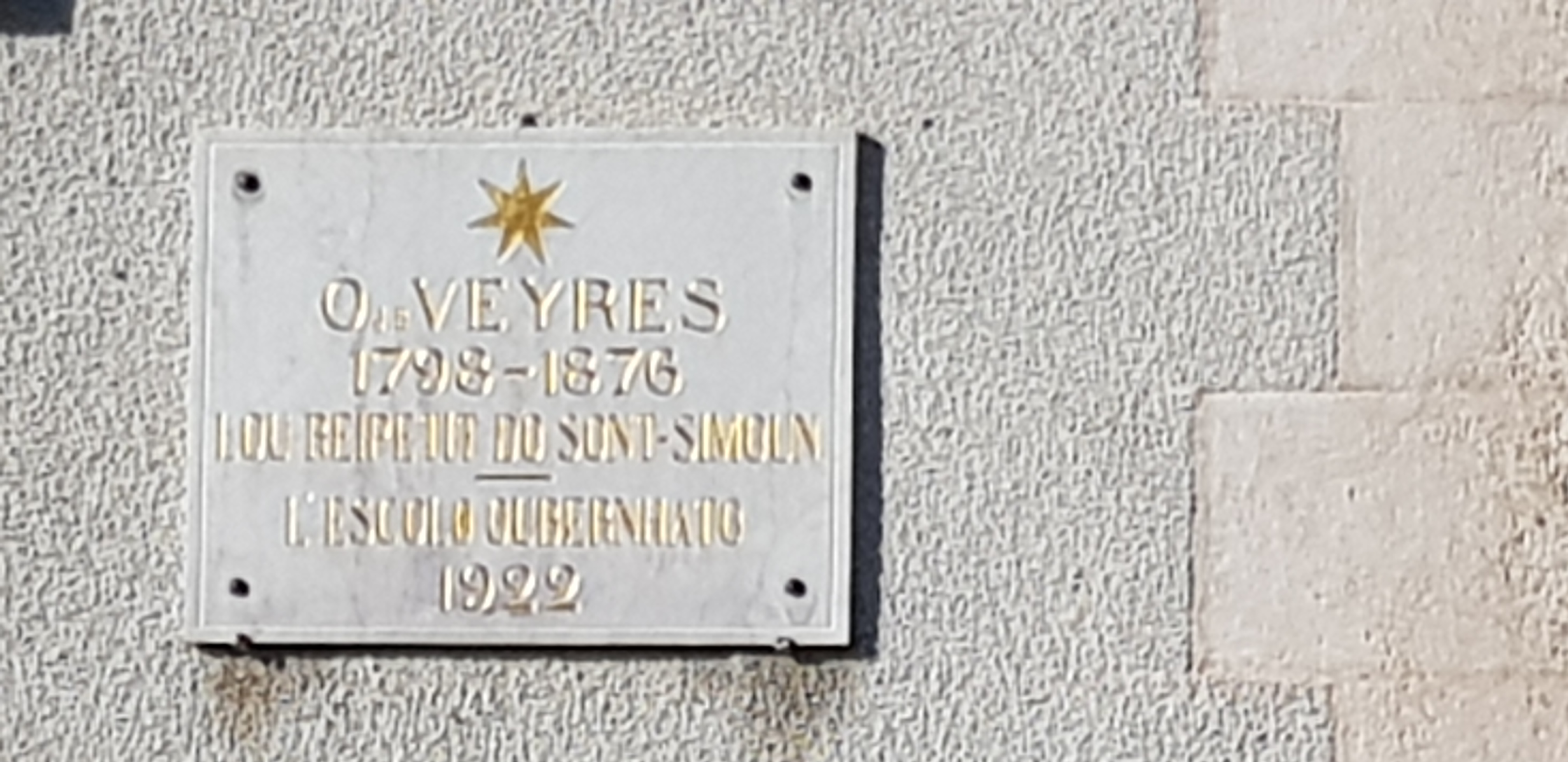
Maison JB Veyre - Saint Simon.

### À Aurillac

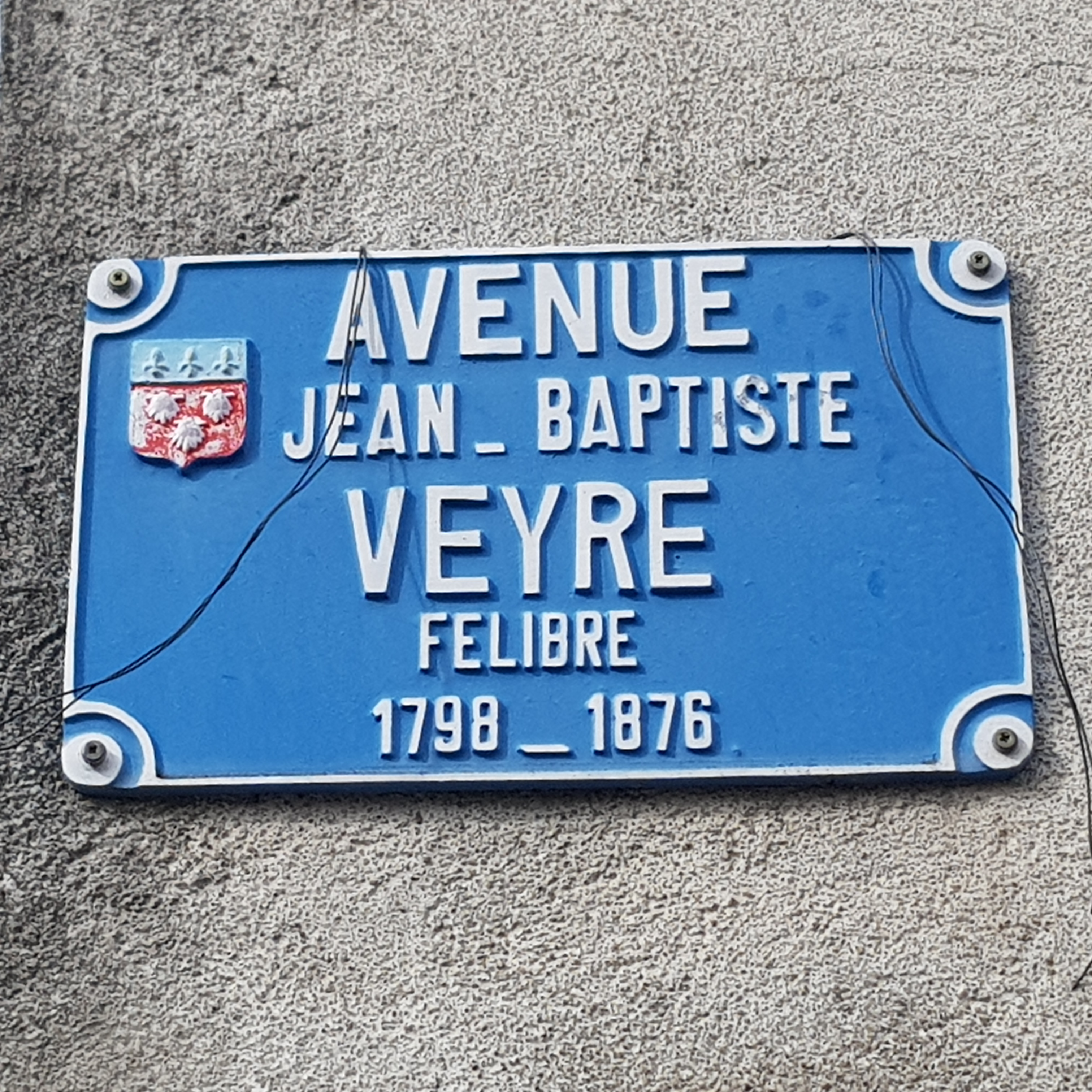
Plaque de rue - Aurillac.

Le 3 juin 1921, la municipalité d’Aurillac a donné son nom à une avenue de la ville.
Une école porte également son nom à Aurillac (Cantal).